# Лозениця (Болгарія)
Ло́зениця (болг. Лозеница) — село в Благоєвградській області Болгарії. Входить до складу общини Санданський.

## Населення
За даними перепису населення 2011 року у селі проживали 83 особи, з них 82 особи (98,8%) — болгари.
Розподіл населення за віком у 2011 році:
Динаміка населення: